# Rafael Inclán
Rafael Jiménez Inclán (Mérida, Yucatán, 22 de febrero de 1941), conocido como Rafael Inclán, es un actor mexicano. Ha actuado en películas, telenovelas, teatro y programas de televisión,Series.

## Trayectoria
Es hijo de Alfonso Jiménez y de la actriz Gloria Alicia Inclán. En las décadas de 1970 y de 1980, fue un ícono del llamado cine de ficheras, y es también uno de los pocos actores de su generación que hizo el salto a la televisión sin problemas y que sigue trabajando en películas del llamado Nuevo Cine Mexicano. En la televisión actuó en la serie La escuelita VIP donde actuó al lado de los actores Jorge Ortiz de Pinedo y Luz Elena González. En teatro, es reconocido por su brillante interpretación del personaje central de El avaro, de Molière.
Es primo de los también actores Alfonso Zayas, Raúl «Chóforo» Padilla y del actor de doblaje Alfonso Obregón.

## Filmografía

### Telenovelas
- El maleficio (2023-2024) ... Darío Sanabria
- Médicos -Linea de Vida- (2019)
- Cabo (2022-2023) ... Alfonso «Poncho» Chávez[1][2]
- La herencia (2022) ... Don Agustín Cruz
- ¿Qué le pasa a mi familia? (2021) .... Don Fulgencio Morales[3]
- Mi marido tiene familia (2017-2019) .... Eugenio Córcega
- Mi corazón es tuyo (2014-2015) .... Nicolás Lascuráin
- Corazón indomable (2013) .... Don Ignacio González
- Cachito de cielo (2012) .... Ernesto Landeros, Pupi
- Niña de mi corazón (2010) ...  Vittorio Conti
- Alma de hierro (2008-2009) .... Don Ignacio Hierro
- Destilando amor (2007) .... Cordeiro
- Código postal (2006-2007) .... Avelino Gutiérrez
- Rebelde (2005) .... Guillermo Arregui
- Clase 406 (2002-2003) .... Ezequiel Cuervo
- Amigas y rivales (2001) .... Moncho / Manuel de la Colina / Jacaranda
- Ramona (2000) .... Juan Canito
- Cuento de Navidad (1999-2000) .... Don Chente
- DKDA Sueños de juventud (1999-2000) .... Taxista
- Camila (1998-1999) .... Productor discográfico Luis Lavalle
- Mi pequeña traviesa (1997-1998) .... Marcello
- Mi querida Isabel (1996-1997) .... Pantaleón
- La pícara soñadora (1991) .... Camilo López
- En carne propia (1990)
- Simplemente María (1989-1990) .... Don Chema
- Rosa salvaje (1987) .... Inspector de Policía
- Vivir un poco (1985) .... Filogonio Llanos del Toro, Marabunta

### Series de televisión
- Pinches momias (2023) ... Lincoln[4]
- ¡Chócalas Compayito! (2023) ... Antonio[5]
- Albertano contra los mostros (2022) ... El Gran Inquisidor[6]
- Como dice el dicho (2011-2022)
- La rosa de Guadalupe (2008-2022)
- Mujeres asesinas 3 - Azucena, liberada ... Gregorio.
- Mujeres asesinas 2 - Ana y Paula, ultrajadas ... Juan Enrique Elizondo.
- Mujeres asesinas - Emilia, cocinera ... Felipe Domínguez.
- Adictos (2009)
- La familia P. Luche (2007) - Los padres de Excelsa .... Padre de Excelsa.
- Objetos perdidos (2007) - Objeto 5 .... Capitán.
- La escuelita VIP (2004) .... Tizoc Viví.
- La jaula (2004) .... Diputado Tranzini.
- Mi generación (1997)
- Juntos pero no revueltos (1993 - 1995)
- Enrique Polivoz (1977-1980) - varios.
- El show de Alejandro Suárez (1972)

### Películas
- La hija de Moctezuma (2014) ... Moctezuma
- La leyenda de las momias de Guanajuato (2014) ... Alebrije
- Familia Gang (2014) .... Topillero
- La leyenda de la Llorona (2011) .... Alebrije
- Mosquita muerta (2007) .... Paolo Donizetti
- La leyenda de la Nahuala (2007) .... Alebrije
- Bienvenido paisano (2006) .... Epifanio López
- Mujer alabastrina (2006)
- Fuera del cielo (2006) .... Tío Jesús
- El ladrón de sombras (2004)
- El cristo de plata (2004)
- Nicotina (2003) .... Goyo
- Solamente una vez (2002)
- Asesino en serio (2002) .... Vivanco
- Buitres al acecho (2001)
- La perdición de los hombres (2000)
- El coronel no tiene quien le escriba (1999) .... Padre Ángel
- Los apuros de un mojado (1999) .... Prisciliano Pricy
- El baile (1999)
- El evangelio de las maravillas (1998)
- Escuadrón asesino (1998)
- Aviso oportuno (1997) .... Don Lupe
- Los peluqueros (1997) .... Macario Sánchez
- El yerberito (1997) .... Yerbero Maravilla
- Super agente Botones (1997) .... Agapito López Casti
- Devuélvanme a mi hijo (1996)
- Como agaua pa' longaniza (1996)
- Tres bribones en la casa (1996) .... Abel Santoyo
- El policía increíble (1996) .... Guadarrama
- Pistolero y enamorado (1996)
- ¿Con quién duermes esta noche? (1996)
- Fuera ropa (1995)
- El camotero del barrio (1995)
- Duro de salvar (1995) .... Rogelio
- El superman... Dilon dos (1995)
- Los cargadores (1995)
- Amor que mata (1994)
- La cantina (1994)
- Lamineros y ficheras (1994)
- El que las limpia (1994)
- El diablo no tiene sexo (1994)
- Enredos de un recién casado (1994)
- El superman... Dilon (1993)
- ¡Aquí espaantan! (1993) .... Timoteo
- Maten al Mexicano (1993)
- Inseminación artificial (1993)
- El báculo de pioquinto (1993)
- El triste juego del amor (1993) .... Don Joaquín
- El fisgón del hotel (1993) .... Fisgón
- La fichera más rápida del oeste (1992)
- Mofles y Canek en Máscara vs. Cabellera (1992)
- El chupes (1992)
- Milagro de Vietnam (1992)
- Las dos caras del diablo (1992)
- La dama y el judicial (1992)
- El gandalla (1992)
- Las paradas de los choferes (1991)
- Po's que sueñas Madaleno (1991)
- Ambiciones que matan (1991)
- La buena, la mala, la golfa (1990)
- El mofles en Acapulco (1990)
- Es que Inclán está loco (1990)
- La chica del alacrán de oro (1990)
- Los rateros (1989)
- El chácharas (1989)
- El bar de los nacos (1989)
- El pichichi del barrio (1989)
- A garrote limpio (1989)
- Dos machos que ladran no muerden (1988)
- Los plomeros y las ficheras (1988)
- Fútbol de alcoba (1988)
- Las movidas del mofles (1987)
- La ruletera (1987)
- Mojados de corazón (1987)
- Huele a gas (1986)
- Picardía mexicana 3 (1986)
- El puente II (1986)
- Un hombre violento (1986) .... Charly
- De todas... todas! (1985) .... Bartolo Jalil
- La pulquería ataca de nuevo (1985)
- El mofles y los mecánicos (1985)
- Hallazgo sangriento (1985)
- El billetero (1984)
- La pulquería 3: Entre ficheras anda el diablo (1984)
- Los peseros (1984) Beto
- Siempre en domingo (1984)
- Emanuelo (1984)
- Corrupción (1984) .... Chacuaco
- Piernas cruzadas (1984) .... Pepe
- Las glorias del Gran Púas (1984)
- Macho que ladra no muerde (1984)
- Se sufre pero se goza (1984)
- El puente (1984)
- Adiós Lagunilla, adiós (1984)
- Gringo mojado (1984) .... Nieven Blanco
- Las modelos de desnudos (1983)
- Chile picante (1983)
- Maldita miseria (1983) .... Lorenzo Rojas (Lencho)
- El día del compadre (1983) .... Tito
- Sexo vs. sexo (1983)
- El coyote emplumado (1983)
- Los hijos de Peralvillo (1983)
- Las vedettes (1983)
- Se me sale cuando me río (1983)
- Teatro Follies (1983) .... Julio
- Huevos rancheros (1982)
- Burdel (1982)
- Una gallina muy ponedora (1982)
- La pulquería 2 (1982)
- Los fayuqueros de Tepito (1982)
- Tijuana caliente (1981)
- D. F. / Distrito Federal (1981)
- Que no me bese el mariachi (1981)
- La pulquería (1981)
- ...Y hacemos de... todo morocho (1981)
- La cosecha de mujeres (1981)
- El macho biónico (1981) .... Doctor
- El mil usos (1981)
- El vecindario (1981)
- El héroe desconocido (1981) .... Rodolfo Martínez
- Blanca Nieves y... sus 7 amantes (1980)
- Rigo es amor (1980) .... El Güiro
- Las tentadoras (1980)
- Maldita miseria (1980)
- Muñecas de medianoche (1979)
- El sexo me da risa (1979)
- El fayuquero (1979)
- Esa mi raza! (1979)
- Las cariñosas (1979)
- El alburero (1979)
- El secuestro de los cien millones (1979)
- La comadrita (1978) .... Atanasio
- Noches de cabaret (1978)
- Las ficheras (Bellas de noche II parte) (1977) .... Movidas
- Bellas de noche (1975) .... Movidas
- Lágrimas de mi barrio (1973)
- El caballo torero (1973)
- Los juniors (1970)
- Las golfas (1969) .... El Predicador

### Teatro
- Aventurera (2016-2017)[7]

- Hecho en México (2013-2016)
- México lindo y herido (2011)
- La pulquería
- Trincheras
- El Tenorio cómico musical
- Los pepenadores
- El avaro (1991)(2007)

## Premios y nominaciones

### Premios Ariel
| Año  | Categoría                   | Título                         | Resultado |
| ---- | --------------------------- | ------------------------------ | --------- |
| 2004 | Mejor actor                 | Nicotina                       | Ganador   |
| 1999 | Mejor coactuación masculina | El evangelio de las maravillas | Nominado  |

### Premios TVyNovelas
| Año  | Categoría              | Título                      | Resultado |
| ---- | ---------------------- | --------------------------- | --------- |
| 2019 | Mejor primer actor     | Mi marido tiene más familia | Nominado  |
| 2018 | Mejor actor coestelar  | Mi marido tiene familia     | Nominado  |
| 2009 | Mejor primer actor     | Alma de hierro              | Nominado  |
| 2006 | Mejor actor de reparto | Rebelde                     | Nominado  |
| 2003 | Mejor actor de reparto | Clase 406                   | Ganador   |
| 1992 | Mejor actor estelar    | La pícara soñadora          | Ganador   |
| 1986 | Mejor primer actor     | Vivir un poco               | Nominado  |

### Premios ACE2009
| Categoría              | Telenovela     | Resultado |
| ---------------------- | -------------- | --------- |
| Mejor actor de reparto | Alma de hierro | Nominado  |

### Premios Bravo
| Año  | Categoría   | Teatro         | Resultado |
| ---- | ----------- | -------------- | --------- |
| 2013 | Mejor actor | Made in México | Ganador   |

### Premios de la Agrupación de Críticos y Periodistas de Teatro
| Año  | Categoría                                         | Obra           | Resultado |
| ---- | ------------------------------------------------- | -------------- | --------- |
| 2014 | Mejor actor (Dama de la Victoria Manolo Fábregas) | Made in México | Ganador   |

- Presea Luminaria de Oro 2017 por Desempeño en la Obra Aventurera[10]

### Tv Adicto Golden Awards
| Año  | Categoría          | Trabajo nominado            | Resultado |
| ---- | ------------------ | --------------------------- | --------- |
| 2018 | Mejor primer actor | Mi marido tiene más familia | Ganador   |